# Émile Peynot

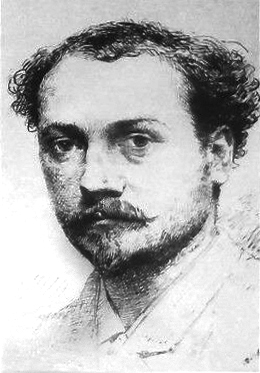
Portret door Charles Mengin

Émile Edmond Peynot (Villeneuve-sur-Yonne, 22 november 1850 - Parijs, 12 december 1932) was een Franse beeldhouwer.
Peynot was van eenvoudige komaf maar zijn talent werd opgemerkt en hij ging in de leer bij Pierre Robinet in Parijs. Vanaf 1870 volgde hij les aan de École des Beaux-Arts van Parijs. Hij was een leerling van François Jouffroy en van Ernest-Eugène Hiolle. Hij won de Prix de Rome voor beeldhouwkunst in 1880. Peynot stelde verschillende werken tentoon op de Parijse salons.
Hij was actief in Frankrijk maar ook in Argentinië. In Parijs kreeg hij prestigieuze opdrachten voor de Opéra-Comique, het Gare de Lyon en het Petit Palais. Voor zijn geboortestad ontwierp hij de Fontaine Briard (1906) en het Monument aux morts, een monument voor de gesneuvelden van de Eerste Wereldoorlog.

## Galerij

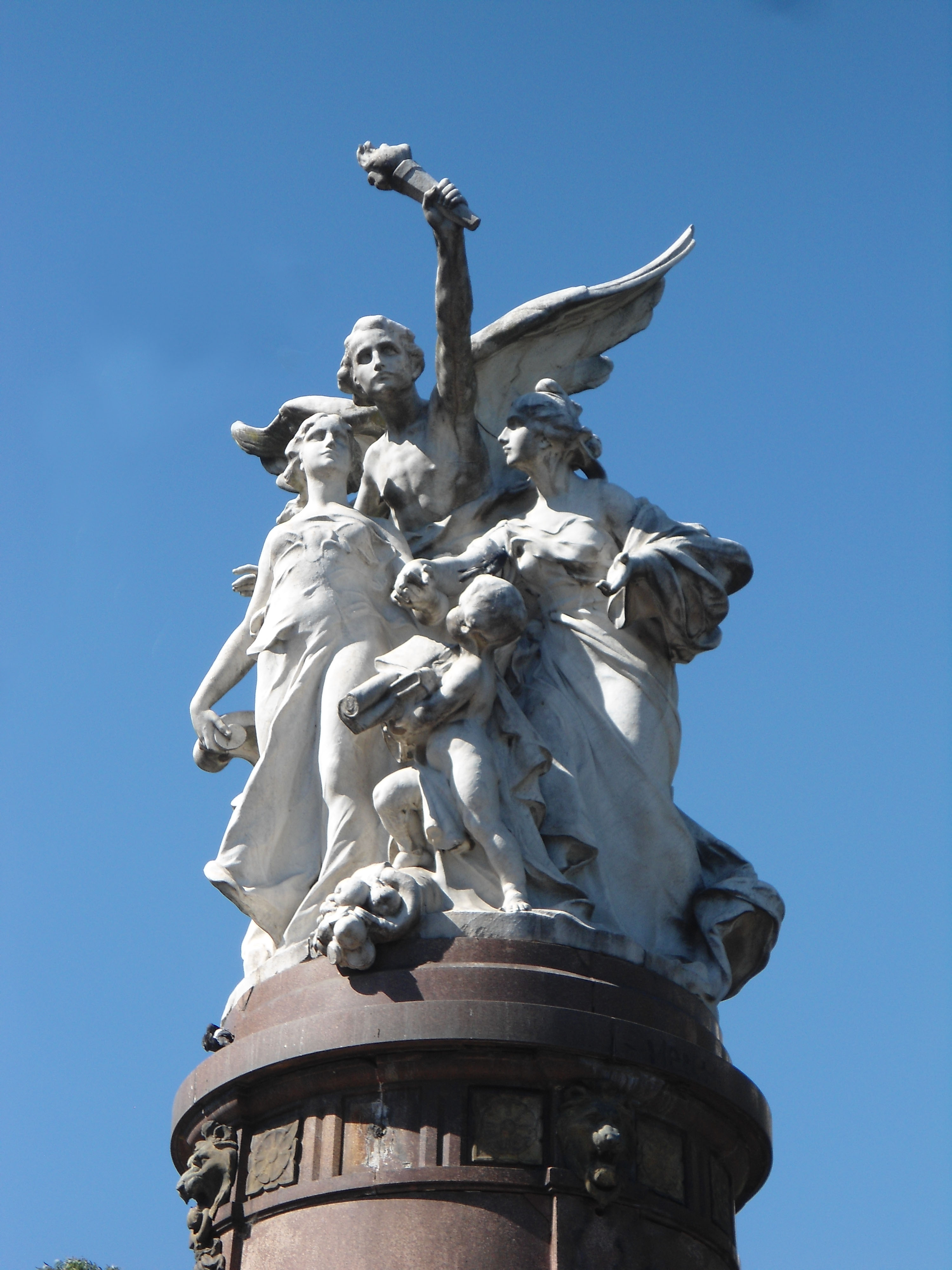
Monumento Francia a la Argentina (Buenos Aires)
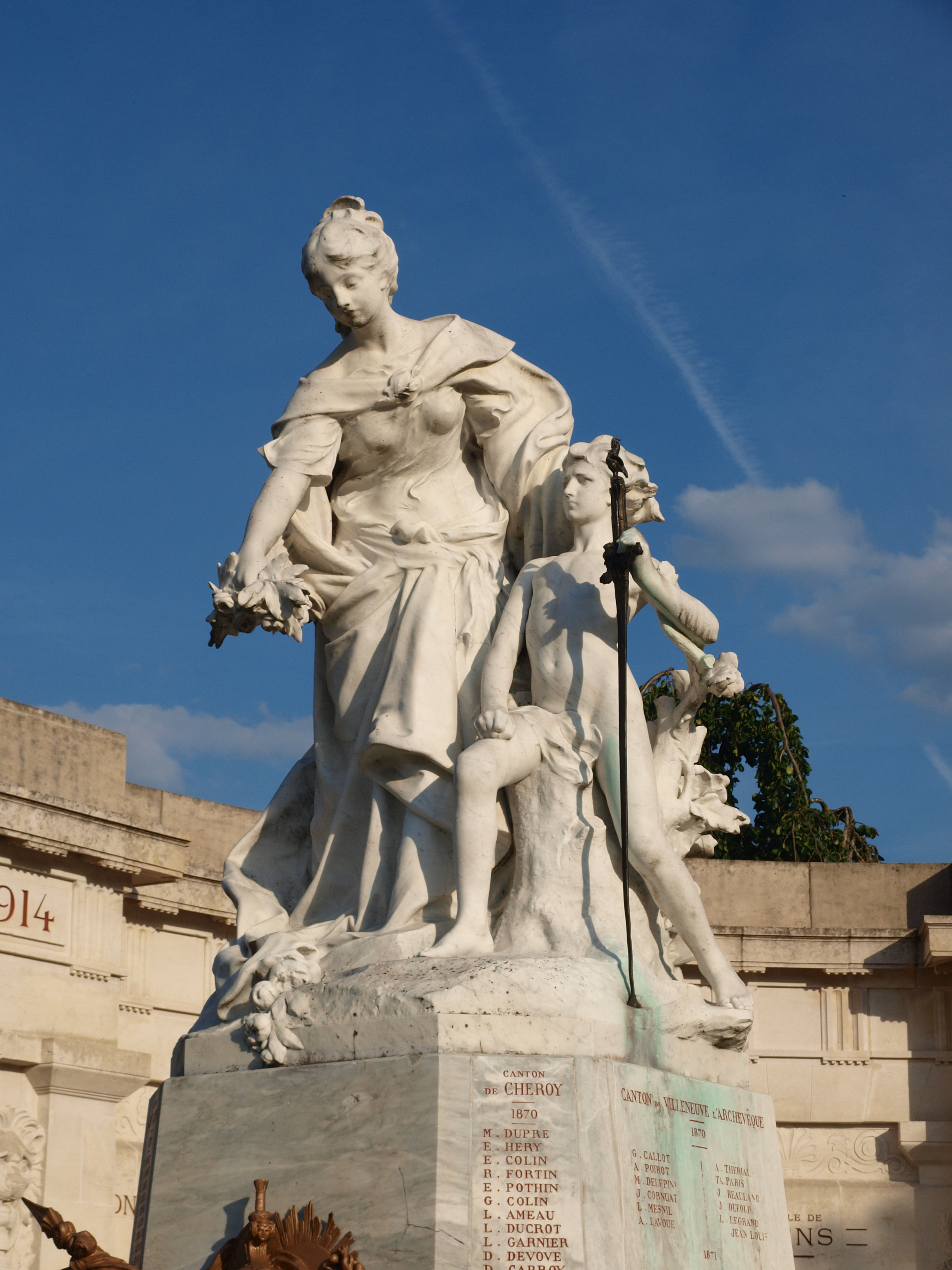
Monument aux morts (place des Héros te Sens)
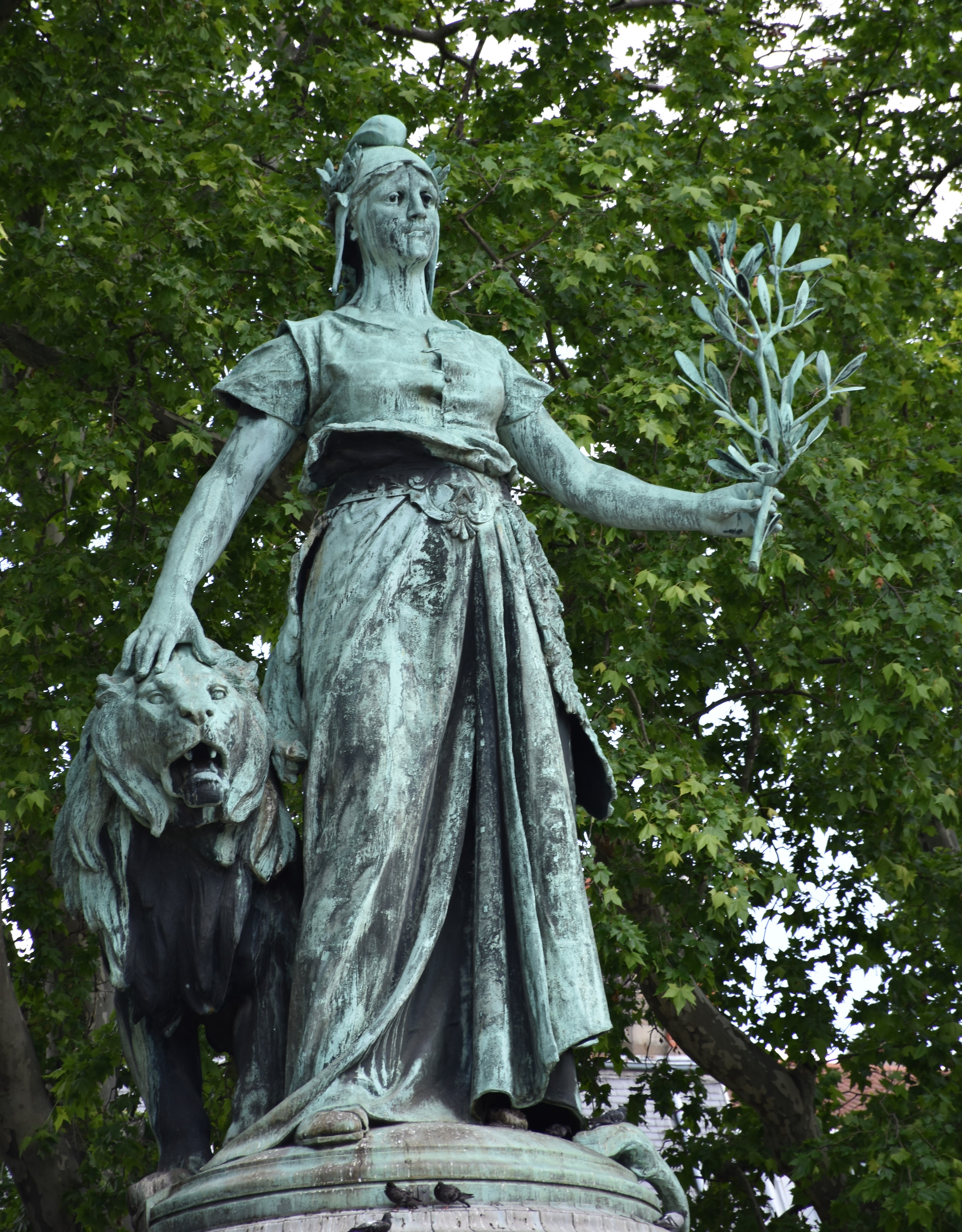
La Gloire de la République (Lyon)
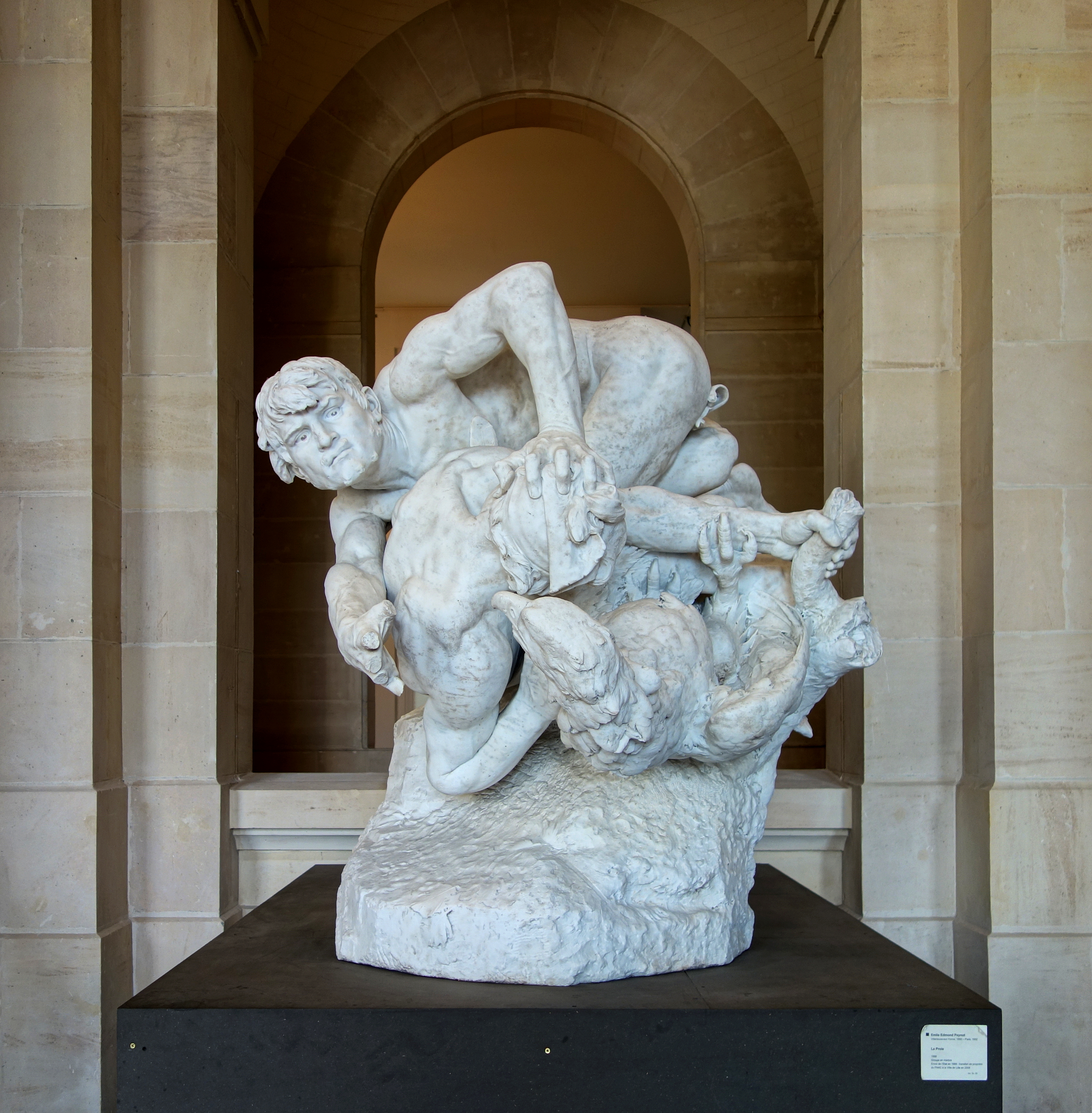
La proie (Palais des Beaux-Arts de Lille)
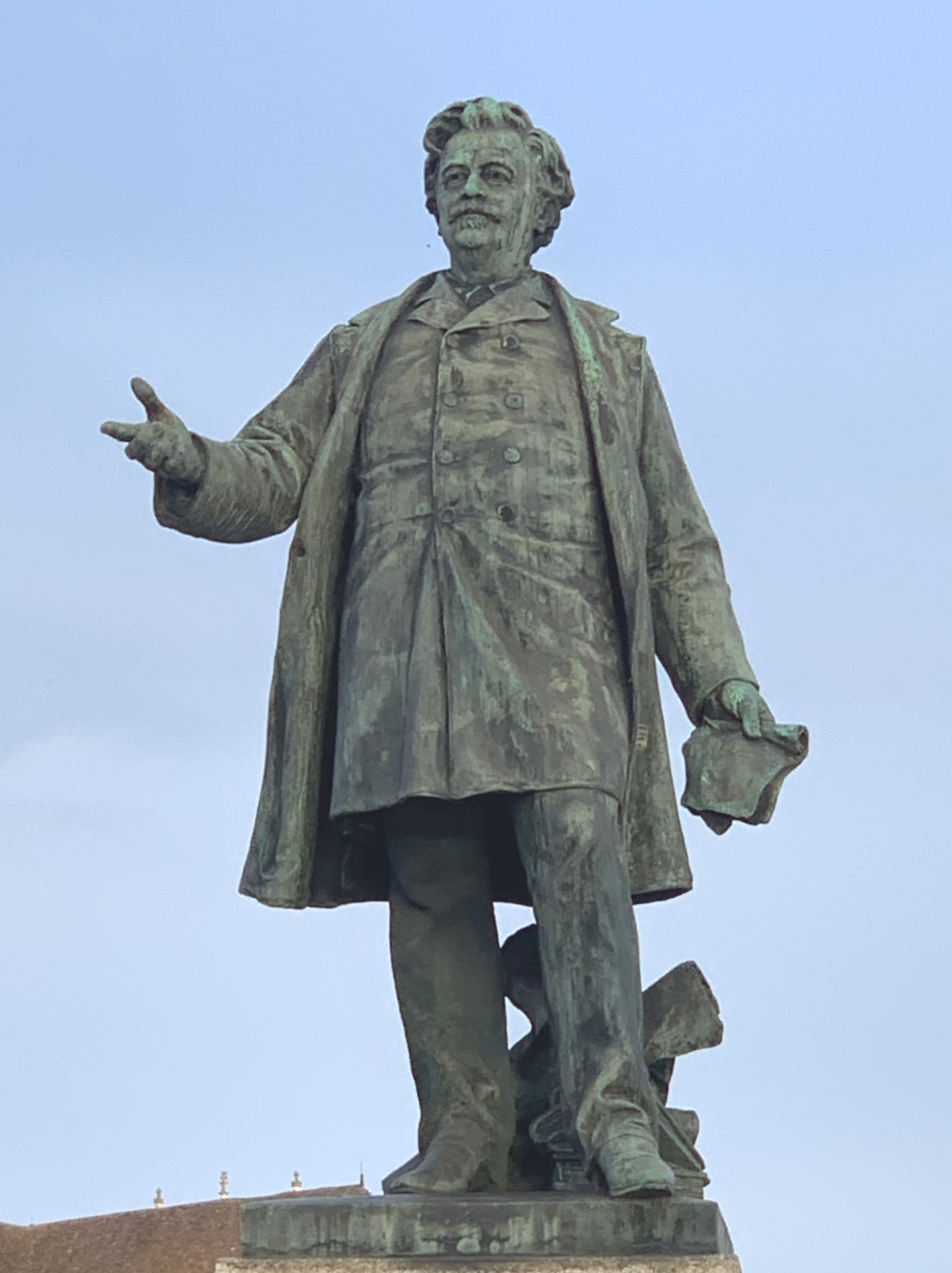
Paul Bert (Auxerre)
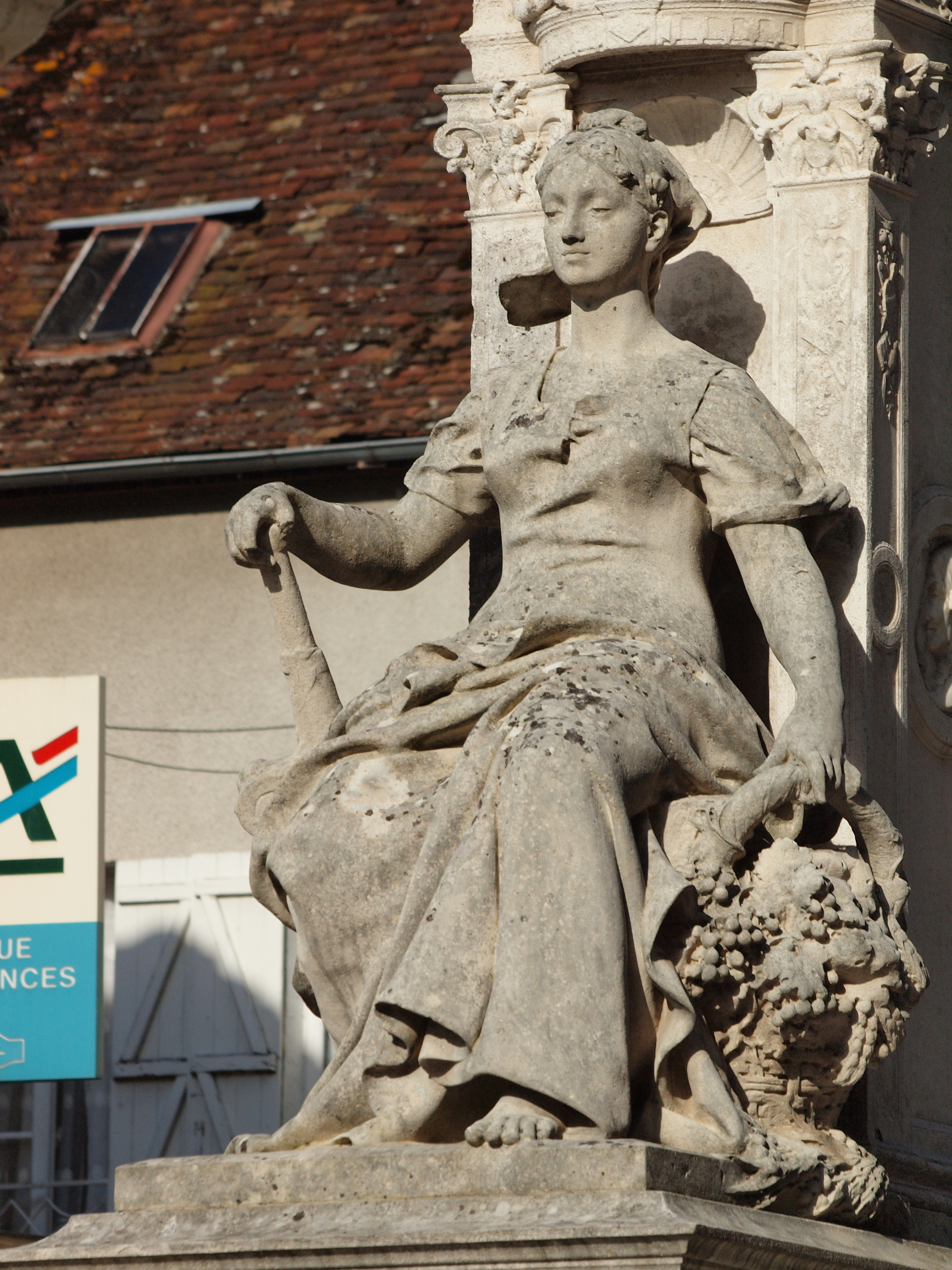
Fontaine Briard (Villeneuve-sur-Yonne)